# Majdan (Topiło)
Majdan – część wsi Topiło w Polsce, położona w województwie podlaskim, w powiecie hajnowskim, w gminie Hajnówka.
W latach 1975–1998 Majdan administracyjnie należał do województwa białostockiego.
Prawosławni mieszkańcy wsi należą do parafii Wniebowstąpienia Pańskiego w Orzeszkowie.